# 李霖
李霖，清朝政治人物。
乾隆二十二年十月，接替刘霖。擔任江蘇荆溪縣知縣。后由王宗闵接任。